# Opactwo benedyktyńskie w Abu Ghausz
Opactwo benedyktyńskie w Abu Ghausz (franc.: Abbaye Bénédictine d'Abu Gosh, hebr. המנזר הבנדיקטיני באבו גוש) lub Opactwo Świętej Maryi od Zmartwychwstania (franc.: Abbaye Sainte-Marie de la Résurrection) to katolicki klasztor zakonu oliwetów w Abu Ghausz w Izraelu.
Teren opactwa zalicza się do eksterytorialnych Posiadłości Francji w Ziemi Świętej.

## Opis
Budynki klasztoru pochodzą z początku XX wieku, lecz kościół klasztorny w stylu romańskim w większości jest oryginalną budowlą z XII wieku. Ma 3 nawy, zakończone apsydami; mury wewnętrzne częściowo pokrywają freski, wykonane przez artystę bizantyńskiego w XIII wieku; są częściowo uszkodzone przez ikonoklastów.

## Historia
Zbudowany podczas wypraw krzyżowych w 1143 jako klasztor szpitalników, w miejscu utożsamianym z biblijnym Emaus. Po 1187 klasztor popadł w ruinę, a kościół klasztorny zamieniono w stodołę.
Teren byłego klasztoru w Abu Ghausz został podarowany Francji w 1873 przez sułtana Abdülaziza w ramach rekompensaty za utratę kościoła św. Jerzego w Lod, przekazanego greckim prawosławnym dwa lata wcześniej. W 1900 osiedli tu benedyktyni i odbudowali klasztor, który w 1953 przekazali lazarystom, a ci w 1973 oliwetom. Istnieje tu nietypowa, podwójna wspólnota zakonna: mnisi i mniszki (w większości Francuzi) zamieszkują oddzielnie, ale uczestniczą we wspólnych nabożeństwach. Powstał tu ośrodek turystyczny i pielgrzymkowy skupiony wokół Sanktuarium Maryjnego Notre-Dame de l’Arche d’Alliance (Naszej Pani Arki Przymierza).